# عدد اکسایش
عدد اُکسایشِ یک اتم در یک گونهٔ شیمیایی، هم‌ارز با بار الکتریکی است که به اتم آن عنصر نسبت داده می‌شود، با فرض این‌که همهٔ پیوندها یونی هستند. (اعداد اکسایش ترکیب‌های کووالانسی، بر اساس برخی قواعد اختیاری تعیین می‌شوند)

## ایده‌های اولیه
عدد اکسایش یک یون یک تک‌اتمی برابر با بار آن یون است؛ مثلاً در NaCl، عدد اکسایش یون سُدیم (+Na) برابر ۱+ و عدد اکسایش یونِ کلر (-Cl) برابر ۱- است. عدد اکسایش اتم‌ها در یک مولکول کووالانسی را می‌توان با دادن الکترون‌های هر پیوند به اتم الکترونگاتیوتر به دست آورد. برای مولکول

هر دو الکترون پیوند کووالانسی به اتم کلر داده می‌شوند، زیرا کلر الکترونگاتیو تر از هیدروژن است. به این ترتیب عدد اکسایش اتم کلر به دلیل یک الکترون اضافی، برابر با ۱- است. عدد اکسایش اتم هیدروژن نیز به علت اختصاص یافتن تنها الکترون آن به اتم کلر، برابر با ۱+ است.
در مورد پیوندهای غیر قطبی بین اتم‌های یکسان، که در آن‌ها تفاوت الکترونگاتیوی وجود ندارد، الکترون‌های پیوندی به‌طور مساوی بین اتم‌های تشکیل‌دهندهٔ پیوند تقسیم می‌شوند. (حتی اگر تعداد الکترون‌های پیوند فرد باشد باز هم به‌طور مساوی تقسیم می‌شوند.)
به این ترتیب عدد اکسایش هر دو اتم کلر در مولکول زیر صفر است.

## قواعد تعیین عدد اکسایش
بر اساس این ایده‌ها قواعد زیر را می‌توان برای تعیین عدد اکسایش بیان کرد:
1. اتم‌های ترکیب نشده و اتم‌هایی که عناصر مولکولی را تشکیل داده‌اند، عدد اکسایش صفر دارند.
2. مجموع اعداد اکسایش اتم‌ها در یک ترکیب صفر است، زیرا ترکیبات از لحاظ بار الکتریکی خنثی هستند.
3. عدد اکسایش یون‌های تک‌اتمی برابر با بار یون است. برای مثال فلزات گروه IA شامل Cs, Rb, K، Na, Li همیشه در ترکیبات خود دارای عدد اکسایش ۱+ و عناصر گروه IIA شامل Ba, Sr, Ca, Mg, Be همیشه دارای عدد اکسایش ۲+ هستند.
4. مجموع اعداد اکسایش اتم‌های تشکیل‌دهندهٔ یک یون چند اتمی برابر با بار آن یون است.
5. عدد اکسایش فلوئور، الکترونگاتیوترین اتم، در تمام ترکیبات فلوئوردار (به استثنای F۲) برابر ۱- است.
6. عدد اکسایش اکسیژن در اغلب ترکیب‌های اکسیژن‌دار، ۲- است. ولی چند مورد استثنا هم وجود دارد:
  1. در پراکسیدها، عدد اکسایش هر یک از اتم‌های اکسیژن، ۱- است. دو اتم اکسیژن در یون پراکسید، -۲ O۲، هم‌ارز هستند. هر یک باید عدد اکسایش ۱- داشته باشند تا مجموع آن‌ها برابر با بار یون گردد.
  2. در یون سوپراکسید، O21--، عدد اکسایش هر اتم اکسیژن، ۰٫۵- است.
  3. در OF۲، عدد اکسایش اکسیژن ۲+ است. (قاعدهٔ ۵ را ببینید)
7. عدد اکسایش هیدروژن در تمام ترکیبات ۱+ است به جز در هیدریدهای فلزی مانند NaH و CaH۲ که در آن‌ها حالت ۱- است و مولکول H۲ که عدد اکسایش هیدروژن در آن صفر است.
8. در ترکیبات دو نافلز (خواه به‌صورت یون چنداتمی یا مولکول) عدد اکسایش عنصر الکترونگاتیو تر منفی و برابر بار یون تک‌اتمی معمولی آن عنصر است؛ مثلاً در PCl۳ عدد اکسایش Cl برابر ۱- است و بنا بر قاعدهٔ ۲ عدد اکسایش P هم برابر ۳+ می‌شود. یا در مثالی دیگر در مولکول CS۲ عدد اکسایش S برابر ۲- و عدد اکسایش کربن برابر ۴+ است.

## تکمیلی
عدد اکسایش یک اتم همیشه یک عدد صحیح است ولی میانگین اعداد اکسایش چند اتم از یک عنصر می‌تواند اعشاری باشد. به عنوان مثال در سوپراکسید عدد اکسایش یک اکسیژن ۱- و دیگری صفر است و میانگین اعداد اکسایش ۰٫۵- است.